# Manuel Palmeira da Rocha
Manuel Palmeira da Rocha (* 2. März 1919 in Campina Grande, Paraíba; † 2. September 2002) war ein brasilianischer Geistlicher und römisch-katholischer Bischof von Pesqueira.

## Leben
Manuel Palmeira da Rocha empfing am 30. November 1947 das Sakrament der Priesterweihe.
Am 14. März 1980 ernannte ihn Papst Johannes Paul II. zum Bischof von Pesqueira. Der Bischof von Campina Grande, Manuel Pereira da Costa, spendete ihm am 27. April desselben Jahres in der Kirche Nossa Senhora do Rosário in Campina Grande die Bischofsweihe; Mitkonsekratoren waren der emeritierte Bischof von Palmeira dos Índios, Otávio Barbosa Aguiar, und der Bischof von Palmeira dos Índios, Epaminondas José de Araújo. Manuel Palmeira da Rocha wählte den Wahlspruch Lux et vita („Licht und Leben“).
Papst Johannes Paul II. nahm am 26. Mai 1993 das von Manuel Palmeira da Rocha vorgebrachte Rücktrittsgesuch an.